# Anua inangulata
Anua inangulata là một loài bướm đêm trong họ Erebidae.